# Raymond Monvoisin

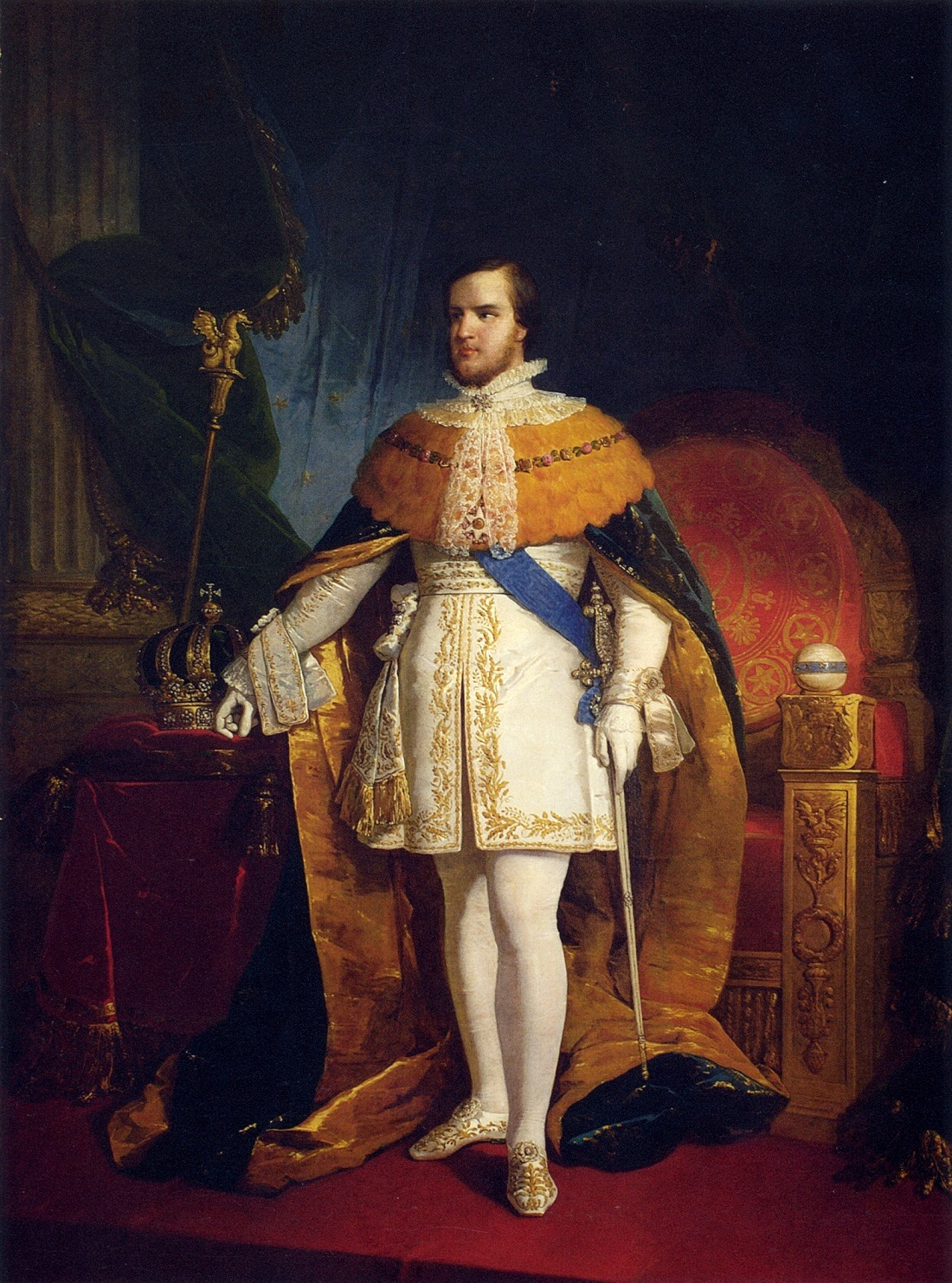
Retrato de corpo inteiro do imperador D. Pedro II

Raymond-Auguste Quinsac de Monvoisin (Bordéus, 31 de maio de 1790 – Boulogne-sur-Seine, 26 de março de 1870) foi um pintor, desenhista e litógrafo francês que se radicou por dez anos na América do Sul, primeiramente no Chile, depois no Peru, Argentina e Brasil. Esteve de passagem no Rio de Janeiro em 1847, quando pintou o retrato de corpo inteiro do imperador D. Pedro II em trajes majestáticos, o que lhe valeu a Ordem do Cruzeiro. Uma pintura a óleo da cidade vista do adro da Igreja da Glória do Outeiro integra o acervo do Museu da Chácara do Céu carioca.

## Monvoisin era um espírita fervoroso
No artigo intitulado "O Padre Laverdet” publicado na Revista Espírita de maio de 1866, na seção Palestras do além-túmulo, lemos o seguinte:  “O Sr. Monvoisin, o eminente pintor de história, espírita fervoroso, tendo desejado dele receber algumas palavras de além-túmulo, pediu-nos que o evocássemos. A comunicação que ele deu tem para o seu amigo e para o seu irmão um cunho incontestável de identidade, por isto cedemos ao desejo desses dois senhores de publicá-la, e isto com tanto mais boa vontade pelo fato de ela ser instrutiva sob mais de um aspecto".